# Тетракозан

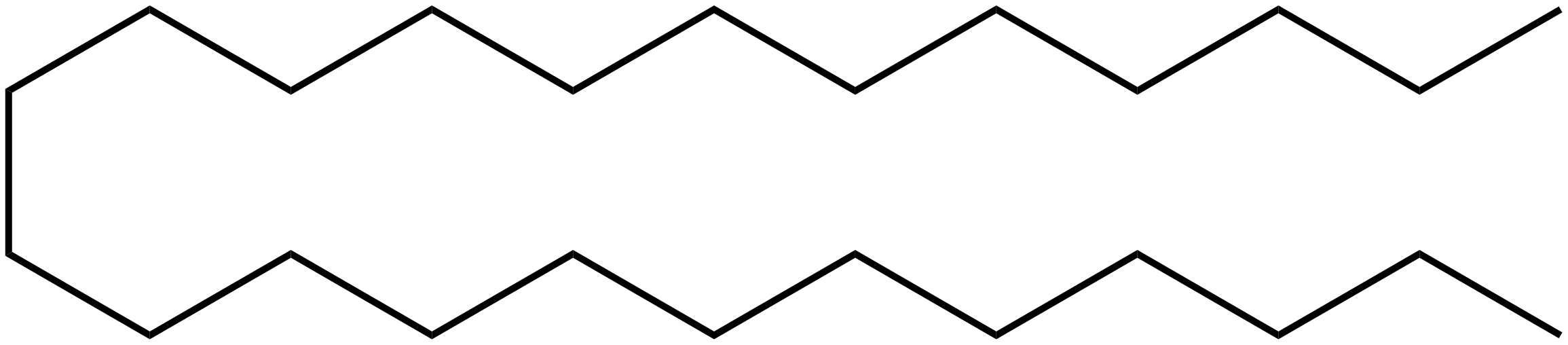
Тетракозан

Тетракозан — насичений вуглеводень, алкан (C24H50).

## Фізичні властивості
Температура плавлення 50,6 °C;
Температура кипіння 394 °C);
Густина — 0,990 г/см3;
Тиск пари (в мм рт. ст.): 1 (188 °C); 10 (236 °C); 40 (27 °C); 100 (304 °C); 400 (360 °C);
Октанове число — 191,7.

## Знаходження в природі
Ідентифіковано в природі: кам'яний звіробій (Dryopteris fragrans (L.) Schott), Ганодерма блискуча (Ganoderma lucidum (Leyss. ex Fr.) Karst), Молочай серповий (Euphorbia falcata L.).
н-Тетракозан міститься в мінералі під назвою евенкіт, знайденний в Хавокіперському родовищі, яке розташоване в Евенкійському районі на річці Нижня Тунгуска в Сибіру та в кар’єрі Бучник біля Конми у східній Моравії, Чеська Республіка. Евенкіт зустрічається у вигляді безбарвних пластівців.

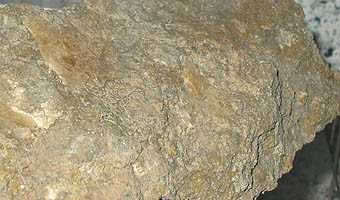
Зразок евенкіту, мінеральної форми n -тетракозану

## Ізомерія
Теоретично можливо 14 490 245 структурних ізомерів  та 252 260 276 стереоізомерів.